# Imprecazione
L'imprecazione (dal latino imprecatio, da imprecari, 'augurare il male') è una manifestazione verbale di odio o ira espressa nell'augurare il male a chi ci ha danneggiato (mannaggia a te) o riferita alla condizione di disagio in cui si vive (mannaggia alla miseria) o anche a se stessi (mannaggia a me), quando ci si rimprovera per un'azione che ci ha causato un danno.
Se a sostegno del male augurato a una persona s'invoca l'intervento di un'entità soprannaturale che lo realizzi, allora si esprime una maledizione.
Quando è rivolta alla divinità l'imprecazione è considerata bestemmia.

## Le imprecazioni bibliche
Nella religiosità ebraica le imprecazioni contenuti nel Libro dei Salmi della Bibbia ebraica (תנ"ך‎), sono considerati un appello alla divinità alla quale si chiedono giudizio, calamità o maledizioni sui propri nemici o su coloro che si percepiscono come nemici di Dio. I maggiori salmi imprecatori includono il Salmi 69 e il Salmi 100, mentre i Salmi 5, 6, 11, 12, 35, 37, 40, 52, 54, 56, 58, 79, 83, 137, 139, e 143 sono pure considerati imprecatori. Come esempio, il Salmo 69:24 afferma verso Dio: "Riversa su di loro il tuo furore, li raggiunga l'ardore della tua ira"
I Salmi (in ebraico Tehilim‎?, תהילים, o "lodi"), sono considerati parte sia delle Scritture ebraiche che cristiane e servivano come l'antico "salterio" o "innario" usato nel tempio di Gerusalemme, nella sinagoga, o nel culto privato. 
Brani del Nuovo Testamento contengono citazioni dai Salmi imprecatori. Gesù di Nazareth viene mostrato citarli in Giovanni 15:25 e Giovanni 2:17, mentre l'apostolo Paolo cita dal Salmo 69 nella lettera ai Romani 11:9-10 e 15:3.